# Akane Yonezawa
Akane Yonezawa (japanisch 米澤 茜 Yonezawa Akane, * am 31. Dezember 1998 in der Präfektur Tottori) ist eine japanische Rock- und Metal-Musikerin.
Sie war Schlagzeugerin der Rockband Try Try Niiche, der sie zwischen 2019 und 2020 angehörte, und ist seit 2023 Mitglied der fiktiven Symphonic-Metal-Band Ave Mujica.

## Karriere
Akane Yonezawa wurde am 31. Dezember 1998 geboren und wuchs in der Präfektur Tottori auf. Im vierten Jahr an der Grundschule begann sie Schlagzeug-Unterricht zu nehmen und spielte das Instrument während ihrer gesamten Schullaufbahn. Nach ihrem Universitäts-Abschluss spielte Yonezawa zunächst hobbymäßig in verschiedenen Bands. Um auf professioneller Ebene Schlagzeug zu spielen zu können, zog sie schließlich nach Tokio.
Zwischen März 2019 und November 2020 war sie kurzzeitig Mitglied der J-Pop-/J-Rock-Band Try Try Niiche, wo sie unter dem Pseudonym Abanun spielte. Im Jahr 2023 wurde sie für die Sprechrolle des Charakters Nyamu Yūtenji gecastet und wurde so Mitglied der fiktiven Band Ave Mujica, die dem BanG-Dream!-Medienfranchise angehört. Ihre Mitgliedschaft in der Gruppe sowie die Identitäten der übrigen Bandmitglieder wurden bis April 2024 geheim gehalten, während die fiktiven Bandmitglieder bereits am Tag der Ausstrahlung der dreizehnten Folge der Anime-Fernsehproduktion BanG Dream! It’s MyGO!!!!! im September 2023 vorgestellt wurden.
Im November 2024 gab Yonezawa bekannt, ihren Vertrag bei der Talentagentur Platinum Pixel aufgelöst zu haben und als Freelancer tätig zu sein.

## Diskografie

### Mit Try Try Niiche
- 2019: Itsuka no Shōnen/Tsubomi (Single, Selbstverlag)

### Mit Ave Mujica
- → Hauptartikel: BanG Dream!/Diskografie#Ave Mujica

## Sprechrollen
| Anime-Produktionen - 2023–: BanG Dream! It’s MyGO!!!!! als Nyamu Yūtenji - 2025–: BanG Dream! Ave Mujica als Nyamu Yūtenji | Videospiele - 2025: Progress Orders als Margaret |